# Epiphile albifasciata
Epiphile albifasciata är en fjärilsart som beskrevs av Johannes Karl Max Röber 1913. Epiphile albifasciata ingår i släktet Epiphile och familjen praktfjärilar. Inga underarter finns listade i Catalogue of Life.